# Nicholas Smith
Nicholas John Smith (ur. 5 marca 1934 w Banstead, zm. 6 grudnia 2015 w Sutton) – brytyjski aktor, najbardziej znany ze swoich występów w serialu Are You Being Served?. 
Smith zaczął pojawiać się w telewizji w wieku ok. 30 lat, początkowo grając drobne rólki w produkcjach stacji systemu ITV. Jego poważnym debiutem był występ w miniserialu The Dalek Invasion on Earth (1964), stanowiącym jedną z wczesnych odsłon słynnego cyklu science fiction Doctor Who. Później występował epizodycznie w takich serialach jak Święty czy Rewolwer i melonik. 
W 1972 przyjął propozycję występu w serialu komediowym Are You Being Served?, który przyniósł mu szeroką popularność. Wcielał się tam w postać Pana Rumbolda, niezbyt sympatycznego i niezbyt inteligentnego managera średniego szczebla w ekskluzywnym domu towarowym. Postać ta wykorzystywała charakterystyczny wygląd Smitha - niemal zupełnie łysą głowę i bardzo odstające uszy. Grał w serialu przez wszystkie jego dziesięć serii, aż do 1985. Wziął także udział w jego kontynuacji, serialu Grace and Favour, emitowanym w latach 1992–93. 
Równocześnie z pracą w sitcomie, w latach 1972–75 grał dużą rolę w znacznie poważniejszym serialu Z-Cars, mającym ambicję jako pierwszy w telewizji ukazać brytyjską policję taką, jaką jest naprawdę - bez sztucznej pomnikowości i idealizowania funkcjonariuszy. W kolejnych latach występował głównie na deskach teatralnych. W 2005 pojawił się w oryginalnym dubbingu filmu Wallace i Gromit: Klątwa królika, gdzie użyczył głosu księdzu proboszczowi. W 2008 gościnnie wystąpił w serialu Babie lato.